# Tachychlora silena
Tachychlora silena là một loài bướm đêm trong họ Geometridae.